# Martin Anthamatten
Pour les articles homonymes, voir Anthamatten.
Martin Anthamatten est un skieur-alpiniste, athlète et guide de haute montagne suisse, né le 12 septembre 1984. Il remporte la Patrouille des glaciers en 2010 et obtient la médaille d'or du sprint aux championnats du monde de ski-alpinisme 2011. Spécialiste de skyrunning, il a notamment remporté le Matterhorn Ultraks 46K en 2015 et 2018.

## Résultats

### Ski-alpinisme
Championnats du monde
- 2021 à  Ordino-Arcalis :
  -  Relais masculin[5]

Coupe du monde
Patrouille des glaciers
- 2018 :  avec Rémi Bonnet et Werner Marti
- 2022 :  avec Rémi Bonnet et Werner Marti

### Course en montagne
| no | masculin           | Course                  | Longueur | Départ            | Temps           |
| -- | ------------------ | ----------------------- | -------- | ----------------- | --------------- |
| 3e | Médaille de bronze | Semi-marathon d'Aletsch | 21,1 km  | 25 juin 2006      | 1 h 44 min 32 s |
| 3e | Médaille de bronze | Semi-marathon d'Aletsch | 21,1 km  | 24 juin 2007      | 1 h 42 min 19 s |
| 2e | Médaille d'argent  | Glacier 3000 Run        | 26 km    | 9 août 2014       | 2 h 29 min 17 s |
| 3e | Médaille de bronze | Drei Zinnen Alpine Run  | 15,2 km  | 12 septembre 2020 | 1 h 25 min 38 s |
| 3e | Médaille de bronze | Drei Zinnen Alpine Run  | 15,2 km  | 11 septembre 2021 | 1 h 26 min 54 s |

### Skyrunning
| no  | masculin           | Course                                                   | Longueur | Départ            | Temps           |
| --- | ------------------ | -------------------------------------------------------- | -------- | ----------------- | --------------- |
| 1er | Médaille d'or      | Les KM de Chando                                         | 7,7 km   | 29 septembre 2012 | 1 h 14 min 24 s |
| 5e  | 5e                 | Matterhorn Ultraks 46K                                   | 46 km    | 24 août 2013      | 4 h 53 min 47 s |
| 1er | Médaille d'or      | Les KM de Chando                                         | 7,7 km   | 28 septembre 2013 | 1 h 13 min 58 s |
| 2e  | Médaille d'argent  | Claro-Pizzo                                              | 9,2 km   | 5 octobre 2014    | 1 h 42 min 47 s |
| 1er | Médaille d'or      | Matterhorn Ultraks 46K                                   | 46 km    | 22 août 2015      | 4 h 45 min 12 s |
| 1er | Médaille d'or      | Les KM de Chando                                         | 7,7 km   | 1er octobre 2015  | 1 h 14 min 09 s |
| 3e  | Médaille de bronze | Dolomites SkyRace                                        | 22 km    | 17 juillet 2016   | 2 h 6 min 27 s  |
| 6e  | 6e                 | Matterhorn Ultraks 46K                                   | 46 km    | 20 août 2016      | 5 h 04 min 31 s |
| 1er | Médaille d'or      | Red Bull K3                                              | 9,7 km   | 29 juillet 2017   | 1 h 58 min 53 s |
| 3e  | Médaille de bronze | Matterhorn Ultraks 46K                                   | 46 km    | 26 août 2017      | 4 h 49 min 00 s |
| 1er | Médaille d'or      | Les KM de Chando                                         | 7,7 km   | 23 septembre 2017 | 1 h 13 min 24 s |
| 10e | 10e                | DoloMyths Run Vertical Kilometer                         | 2,4 km   | 20 juillet 2018   | 35 min 22 s     |
| 7e  | 7e                 | DoloMyths Run                                            | 22 km    | 22 juillet 2018   | 2 h 11 min 30 s |
| 1er | Médaille d'or      | Red Bull K3                                              | 9,7 km   | 28 juillet 2018   | 2 h 06 min 13 s |
| 1er | Médaille d'or      | Matterhorn Ultraks Sky                                   | 49 km    | 25 août 2018      | 5 h 00 min 24 s |
| 1er | Médaille d'or      | BEI K3                                                   | 9,7 km   | 27 juillet 2019   | 2 h 03 min 58 s |
| 4e  | 4e                 | Matterhorn Ultraks Extreme                               | 25 km    | 23 août 2019      | 3 h 32 min 09 s |
| 1re | Médaille d'or      | Matterhorn Ultraks Vertical                              | 2,3 km   | 23 août 2019      | 20 min 56 s     |
| 2e  | Médaille d'argent  | Championnats d'Europe de skyrunning - Kilomètre vertical | 3,4 km   | 5 septembre 2019  | 38 min 41 s     |
| 2e  | Médaille d'argent  | Les KM de Chando                                         | 7,7 km   | 21 septembre 2019 | 1 h 14 min 6 s  |
| 2e  | Médaille d'argent  | Claro-Pizzo                                              | 9,2 km   | 6 octobre 2019    | 1 h 40 min 31 s |
| 4e  | 4e                 | Matterhorn Ultraks Extreme                               | 25 km    | 21 août 2020      | 3 h 33 min 20 s |
| 1re | Médaille d'or      | Matterhorn Ultraks Vertical                              | 2,3 km   | 21 août 2020      | 20 min 45 s     |
| 2e  | Médaille d'argent  | DoloMyths Run Vertical Kilometer                         | 2,4 km   | 20 septembre 2020 | 35 min 8 s      |
| 2e  | Médaille d'argent  | Matterhorn Ultraks Extreme                               | 25 km    | 20 août 2021      | 3 h 16 min 5 s  |
| 1re | Médaille d'or      | Madeira SkyRace                                          | 55 km    | 9 octobre 2021    | 6 h 11 min 23 s |
| 1re | Médaille d'or      | Schlegeis 3000 SkyRace                                   | 34 km    | 23 juillet 2022   | 3 h 55 min 18 s |
| 1re | Médaille d'or      | Glacier 3000 Vertical KM                                 | 3,8 km   | 5 août 2023       | 38 min 19 s     |
| 1re | Médaille d'or      | Matterhorn Ultraks Vertinight                            | 2,3 km   | 25 août 2023      | 31 min 31 s     |
| 2e  | Médaille d'argent  | Kaiserkrone SkyRace                                      | 25,2 km  | 29 juin 2024      | 3 h 31 min 1 s  |
| 1re | Médaille d'or      | Matterhorn Ultraks Extreme                               | 27 km    | 23 août 2024      | 3 h 44 min 13 s |
| 3e  | Médaille de bronze | Les KM de Chando                                         | 7,7 km   | 21 septembre 2024 | 1 h 9 min 53 s  |
| 3e  | Médaille de bronze | AMA VK2                                                  | 9 km     | 15 juin 2025      | 1 h 40 min 59 s |

### Trail
| no | masculin           | Course                                 | Longueur | Départ         | Temps          |
| -- | ------------------ | -------------------------------------- | -------- | -------------- | -------------- |
| 3e | Médaille de bronze | Trail Verbier Saint-Bernard - X-Alpine | 60 km    | 5 juillet 2024 | 7 h 6 min 33 s |